# Reserva Natural de Valgesoo
A Reserva Natural de Valgesoo é uma reserva natural localizada no condado de Põlva, na Estónia.
A área da reserva natural é de 343 hectares.
A área protegida foi fundada em 1981 para proteger o Pantanal de Valgesoo. Em 2001 a área protegida foi designada como área de conservação paisagística, e em 2016 foi reformulada como reserva natural.